# Otakar Kudrna
Otakar Kudrna (24. května 1853 Netolice – 15. června 1940 Netolice) byl rakouský a český právník a politik, na konci 19. století poslanec Českého zemského sněmu, dlouholetý starosta Netolic.

## Biografie
Vystudoval práva na Karlo-Ferdinandově univerzitě. Pak působil jako advokát v rodných Netolicích. V období let 1888–1918 byl starostou Netolic. Podílel se na založení městského muzea a zachování městského archivu. Sbíral starožitnosti.
Koncem 80. let 19. století se zapojil i do zemské politiky. Ve volbách v roce 1889 byl zvolen v kurii venkovských obcí (volební obvod Prachatice, Netolice, Volary) do Českého zemského sněmu. Politicky byl nezávislým českým kandidátem.